# Championnat de France de basket-ball en fauteuil roulant 2018-2019
Navigation
Saison 2017-2018 Saison 2019-2020
Le championnat de France de basket-ball en fauteuil roulant de Nationale A 2018-2019 est la 51e édition de cette compétition. Le Cannet en est le tenant du titre.
Doivent participer à cette édition les dix premières équipes de Nationale A 2017-2018 après la saison régulière, le vainqueur du barrage Nat.A/Nat.B, ainsi que le champion de France de Nationale B. 
À l'issue de la saison régulière, les quatre premières équipes au classement sont qualifiées pour le final four. Le vainqueur est désigné « Champion de France de Nationale A ». L'équipe classée douzième est reléguée en Nationale B, tandis que celle terminant onzième dispute un match de barrage contre le vice-champion de France ou le deuxième de saison régulière de Nationale B pour se maintenir en NA.

## Clubs engagés pour la saison 2018-2019
| \| Lannion St-Avold Meaux Hyères Le Cannet Bordeaux Toulouse Le Puy · en Velay Marseille Lyon Lille Gennevilliers \| Localisation des clubs engagés dans le championnat. |
| Lannion St-Avold Meaux Hyères Le Cannet Bordeaux Toulouse Le Puy · en Velay Marseille Lyon Lille Gennevilliers                                                           |

### Participants
Les quatre premiers à la fin de la saison régulière participent au final four afin d'attribuer le titre de champion de France.
| Club                                              | Classement 2017-2018 | Entraîneur           | Salle(s)                                        |
| ------------------------------------------------- | -------------------- | -------------------- | ----------------------------------------------- |
| Hyères Handi Club                                 | 1                    | Jérôme Mugnani       | Gymnase des Rougières, Hyères                   |
| Hornets Le Cannet                                 | 2                    | Daniel Paquet        | Salle Maillan, Le Cannet                        |
| CS Meaux Basket Fauteuil                          | 3                    | Mario Fahrasmane     | Halle des Sports Christian Roussel, Meaux       |
| Aigles du Puy-en-Velay                            | 4                    | David Verots         | Palais des Sports Roche Arnaud, Le Puy-en-Velay |
| Toulouse Iron Club                                | 5                    | Jean-Louis Granzotto | Gymnase Compans-Caffarelli, Toulouse            |
| Club handisport Saint-Avold                       | 6                    | Michel Mensch        | COSEC, Saint-Avold                              |
| Club trégorrois handisport de Lannion             | 7                    |                      | Gymnase de l'IUT, Lannion                       |
| Handi Sud basket Marseille                        | 8                    |                      |                                                 |
| Communiquer et vivre son handicap à Gennevilliers | 9                    | Franck Belen         |                                                 |
| Léopards de Guyenne Bordeaux                      | 10                   |                      | Salle Promis, Bordeaux                          |
| Lyon Métropole Basket Fauteuil                    | 11 (barragiste)      |                      | Halle des sports Lyon 3, Lyon                   |
| Lille Université Club HB                          | Nationale B (1er)    | Loïc Vanderdonckt    |                                                 |

## Saison régulière

### Tableau synthétique des résultats
| Résultats (dom.\ext.)                                              | HYE    | CAN    | MEA   | PUY   | TOU    | SAV    | LAN   | MAR    | GEN   | BOR   | LYO   | LIL   |
| Hyères F C                                                         |        | 63-51  | 65-54 | 78-71 | 92-61  | 71-62  | 97-55 | 106-45 | 78-42 | 72-32 | 85-43 | 86-43 |
| Le Cannet T                                                        | 75-69  |        | 74-34 | 59-53 | 74-47  | 78-73  | 92-35 | 102-43 | 93-35 | 88-45 | 95-37 | 79-51 |
| Meaux                                                              | 32-86  | 59-67  |       | 47-59 | 56-62  | 40-44  | 62-52 | 76-33  | 61-40 | 57-36 | 63-49 | 67-44 |
| Le Puy-en-Velay                                                    | 74-60  | 66-73  | 74-52 |       | 67-68  | 61-76  | 92-30 | 103-30 | 67-34 | 82-32 | 78-41 | 68-35 |
| Toulouse                                                           | 77-81  | 68-72  | 61-53 | 74-77 |        | 70-63  | 67-50 | 88-35  | 81-63 | 88-50 | 81-61 | 80-46 |
| Saint-Avold                                                        | 55-66  | 61-74  | 73-41 | 60-62 | 78-66  |        | 69-47 | 154-16 | 57-37 | 75-37 | 70-51 | 80-54 |
| Lannion                                                            | 50-69  | 42-91  | 55-66 | 46-70 | 60-64  | 70-60  |       | 69-47  | 52-54 | 63-62 | 80-49 | 65-57 |
| Marseille                                                          | 43-103 | 45-93  | 28-83 | 24-78 | 29-104 | 15-102 | 20-80 |        | 50-78 | 56-57 | 41-68 | 59-69 |
| Gennevilliers                                                      | 44-68  | 53-81  | 42-57 | 44-61 | 78-73  | 53-83  | 60-54 | 73-47  |       | 61-35 | 54-45 | 68-69 |
| Bordeaux                                                           | 29-96  | 57-85  | 30-60 | 41-76 | 48-97  | 31-75  | 40-53 | 60-54  | 48-51 |       | 59-71 | 54-69 |
| Lyon Métropole B                                                   | 41-94  | 49-74  | 39-74 | 38-64 | 42-71  | 41-76  | 56-61 | 62-63  | 56-61 | 20-0  |       | 55-66 |
| Lille UCHB P                                                       | 47-78  | 54-103 | 59-74 | 51-82 | 68-90  | 58-77  | 79-55 | 78-49  | 53-68 | 62-42 | 69-66 |       |
| - Victoire à domicile - Victoire à l'extérieur - Match non disputé |        |        |       |       |        |        |       |        |       |       |       |       |

Note : L'équipe jouant à domicile est indiquée dans la colonne de gauche et l'équipe se déplaçant sur la première ligne.

### Classement de la saison régulière
| Rang | Équipe                 | Pts  | J  | G  | P  | Pp   | Pc   | Diff  |
| ---- | ---------------------- | ---- | -- | -- | -- | ---- | ---- | ----- |
| 1    | Hornets Le Cannet T    | 43   | 22 | 21 | 1  | 1773 | 1139 | 634   |
| 2    | Hyères HC F C          | 42   | 22 | 20 | 2  | 1763 | 1126 | 637   |
| 3    | Aigles du Puy-en-Velay | 39   | 22 | 17 | 5  | 1585 | 1093 | 492   |
| 4    | CH Saint-Avold         | 37   | 22 | 15 | 7  | 1623 | 1139 | 484   |
| 5    | Toulouse IC            | 37   | 22 | 15 | 7  | 1638 | 1343 | 295   |
| 6    | CS Meaux BF            | 34   | 22 | 12 | 10 | 1268 | 1172 | 96    |
| 7    | CVH Gennevilliers      | 32   | 22 | 10 | 12 | 1196 | 1373 | -177  |
| 8    | Lille UCHB P           | 30   | 22 | 8  | 14 | 1271 | 1535 | -264  |
| 9    | CTH Lannion            | 30   | 22 | 8  | 14 | 1224 | 1423 | -199  |
| 10   | Lyon Métropole BF B    | 25   | 22 | 3  | 19 | 1084 | 1482 | -398  |
| 11   | LDG Bordeaux           | 23-1 | 23 | 2  | 19 | 925  | 1491 | -566  |
| 12   | HSB Marseille          | 23   | 22 | 1  | 21 | 862  | 1876 | -1014 |

| Légende :                                                         |
| - Qualification pour le final four                                |
| - Barrage de relégation NA/NB                                     |
| - Relégation en Nationale B                                       |
| T : Champion de France de Nationale A 2017-2018 (tenant du titre) |
| F : Finaliste 2017-2018                                           |
| B : Vainqueur des barrages Nat.A/Nat.B 2017-2018                  |
| P : Promus de Nationale B 2017-2018                               |
| C : Vainqueur de la Coupe de France 2018                          |
| -1 : Retrait de point à la suite d'un forfait ou d'une pénalité   |
| 0                                                                 |

| Clubs \ Journées | 1  | 2  | 3  | 4    | 5    | 6    | 7    | 8    | 9    | 10   | 11   | 12   | 13   | 14   | 15   | 16   | 17   | 18   | 19   | 20   | 21   | 22 | En P.O. | Barr. | Relég. |
| ---------------- | -- | -- | -- | ---- | ---- | ---- | ---- | ---- | ---- | ---- | ---- | ---- | ---- | ---- | ---- | ---- | ---- | ---- | ---- | ---- | ---- | -- | ------- | ----- | ------ |
| Hyères F C       | 2  | 3  | 2  | 1    | 1    | 1    | 1+1  | 1    | 1    | 1    | 1    | 1    | 1    | 1    | 1    | 2    | 2    | 2    | 2    | 2    | 2    | 2  | 22      |       |        |
| Le Cannet T      | 6  | 5  | 4  | 2    | 3    | 2    | 2    | 4-1  | 4-1  | 4-1  | 3-1  | 2    | 2    | 2    | 2    | 1    | 1    | 1    | 1    | 1    | 1    | 1  | 20      |       |        |
| Meaux            | 7  | 7  | 6  | 5    | 4    | 6    | 6    | 6    | 5    | 5    | 6    | 6    | 6    | 6    | 6    | 6    | 6    | 6    | 6    | 6    | 6    | 6  | 1       |       |        |
| Le Puy-en-Velay  | 4  | 4  | 5  | 6    | 6    | 5    | 5    | 3    | 3    | 2    | 2    | 3    | 3    | 3    | 3    | 3    | 3    | 3    | 3    | 3    | 3    | 3  | 16      |       |        |
| Saint-Avold      | 5  | 1  | 1  | 4    | 5    | 4    | 4    | 5-1  | 6-1  | 6-1  | 5-1  | 5-1  | 5-1  | 5    | 5    | 4    | 4    | 4    | 4    | 4    | 4    | 4  | 12      |       |        |
| Lannion          | 1  | 6  | 7  | 8    | 8    | 7    | 8    | 9-1  | 9-2  | 10-2 | 10-2 | 8-1  | 8-1  | 9-1  | 9-1  | 9    | 9    | 9    | 9    | 9    | 9    | 9  | 1       |       |        |
| Marseille        | 12 | 12 | 12 | 12-1 | 12-1 | 12-1 | 11   | 11-1 | 11-1 | 11-1 | 11-1 | 11   | 11   | 11   | 11-1 | 11-1 | 11-1 | 11-1 | 11-1 | 11-1 | 11-1 | 12 |         | 15    | 7      |
| Toulouse         | 3  | 2  | 3  | 3    | 2    | 3    | 3    | 2    | 2    | 3    | 4    | 4    | 4    | 4    | 4    | 5    | 5    | 5    | 5    | 5    | 5    | 5  | 15      |       |        |
| Gennevilliers    | 9  | 9  | 9  | 9    | 10   | 9    | 7    | 7-1  | 7-1  | 7-1  | 7-1  | 7    | 7    | 7    | 7    | 7    | 7    | 7    | 7    | 7    | 7    | 7  |         |       |        |
| Bordeaux         | 10 | 10 | 11 | 11-1 | 11-1 | 11-1 | 12-1 | 12-2 | 12-3 | 12-3 | 12-3 | 12-2 | 12-2 | 12-1 | 12-2 | 12-1 | 12-1 | 12-1 | 12-1 | 12-1 | 12-2 | 11 |         | 6     | 14     |
| Lyon Métropole B | 11 | 11 | 10 | 10   | 9    | 10   | 10   | 10-1 | 10-1 | 9-1  | 9-1  | 10   | 10   | 10   | 10   | 10   | 10   | 10   | 10   | 10   | 10-1 | 10 |         | 2     |        |
| Lille P          | 8  | 8  | 8  | 7    | 7    | 8    | 9    | 8    | 8    | 8    | 8    | 9    | 9    | 8    | 8    | 8    | 8    | 8    | 8    | 8    | 8    | 8  |         |       |        |

| Légende :                      |
| - Leader du classement         |
| - Qualifiés pour le final four |
| - Barragiste                   |
| - Relégué en Nationale B       |
| 0                              |

-1 matchs en retard :
- La rencontre Bordeaux/Marseille de la 4e journée a été reportée au 15 décembre, soit entre les 11e et 12e journées.
- La rencontre Marseille/Hyères de la 8e journée a été avancée au 3 novembre, soit entre les 6e et 7e journées.
- En prévision des difficultés de déplacement pouvant survenir à l'occasion du mouvement national des « Gilets jaunes », les rencontres Lannion/Lyon et Le Cannet/Gennevilliers  de la 8e journée ont été respectivement reportées au 15 décembre et au 11 janvier, soit entre les 11e et 12e journées. De même pour les rencontres Saint-Avold/Bordeaux, qui a été reportée au 2 février, entre les 13e et 14e journées, et pour la rencontre Bordeaux/Lannion, qui a été reportée au 23 février, entre les 15e et 16e journées.
- La rencontre Marseille/Bordeaux de la 15e journée a été reportée au 27 avril, soit entre les 21e et 22e journées.
- La rencontre Lyon/Bordeaux de la 21e journée a été reportée au 28 avril, soit juste avant la 22e journée.

## Final four
|  | Demi-finales       | Demi-finales      |                        |    | Finale | Finale |
|  | Demi-finales       | Demi-finales      |                        |    | Finale | Finale |
|  |                    |                   |                        |    |        |        |
|  |                    |                   |                        |    |        |        |
|  |                    |                   |                        |    |        |        |
|  | Hyères HC          | 80                |                        |    |        |        |
|  | Hyères HC          | 80                |                        |    |        |        |
|  | AH Le Puy-en-Velay | 63                |                        |    |        |        |
|  | AH Le Puy-en-Velay | 63                | Hyères HC              | 74 |        |        |
|  |                    |                   | Hyères HC              | 74 |        |        |
|  |                    | Hornets Le Cannet | 61                     |    |        |        |
|  | Hornets Le Cannet  | Hornets Le Cannet | 61                     | 87 |        |        |
|  | Hornets Le Cannet  |                   |                        | 87 |        |        |
|  | CHEM Saint-Avold   | 75                |                        |    |        |        |
|  | CHEM Saint-Avold   | 75                | Match pour la 3e place |    |        |        |
|  |                    |                   |                        |    |        |        |
|  |                    |                   |                        |    |        |        |
|  |                    |                   |                        |    |        |        |
|  | AH Le Puy-en-Velay | 90                |                        |    |        |        |
|  | AH Le Puy-en-Velay | 90                |                        |    |        |        |
|  | CHEM Saint-Avold   | 56                |                        |    |        |        |
|  | CHEM Saint-Avold   | 56                |                        |    |        |        |

## Parcours des clubs français en Coupe d'Europe
Le club de Hyères, vice-champion de France en titre, ne s'est pas inscrit à l'édition 2019, après son forfait en 2018. 
| Club               | Ranking IWBF 2018 | Tour préliminaire                        | Tour préliminaire | Phase finale | Phase finale | Ranking IWBF 2019 |
| ------------------ | ----------------- | ---------------------------------------- | ----------------- | ------------ | ------------ | ----------------- |
| CS Meaux BF        | 11                | Ligue des Champions (groupe C)           | 5e (0V - 4D)      | Élimination  | Élimination  | 12                |
| Hornets Le Cannet  | 18                | Ligue des Champions (groupe B)           | 3e (3V - 1D)      | Euroligue 1  | (4V - 1D)    | 11                |
| Toulouse IC        | 33                | Euroligue 2 (groupe A)                   | 3e (2V - 2D)      | Élimination  | Élimination  | 37                |
| CTH Lannion        | 36                | Euroligue 2 (groupe B)                   | 3e (2V - 2D)      | Élimination  | Élimination  | 34                |
| Meylan Grenoble HB | 40                | Euroligue 3 (groupe A)                   | 4e (2V - 2D)      | Élimination  | Élimination  | 43                |
| HSB Marseille      | 48                | Euroligue 3 (groupe C)                   | 4e (1V - 3D)      | Élimination  | Élimination  | 49                |
| CAP SAAA Paris     | 49                | Euroligue 3 (groupe C)                   | 5e (0V - 4D)      | Élimination  | Élimination  | 55                |
| AH Le Puy-en-Velay | 59                | Tournoi de qualification 2020 (groupe A) | 1er (4V - 0D)     |              |              | 62                |
| CH Saint-Avold     | NC                | Tournoi de qualification 2020 (groupe B) | 1er (4V - 0D)     |              |              | NC                |